# Communauté de communes Ardenne, Rives de Meuse
Die Communauté de communes Ardenne, Rives de Meuse ist ein französischer Gemeindeverband mit der Rechtsform einer Communauté de communes im Département Ardennes in der Region Grand Est. Sie wurde am 20. Dezember 2001 gegründet und umfasst 19 Gemeinden. Der Verwaltungssitz befindet sich im Ort Givet.

## Mitgliedsgemeinden
| Gemeinde                                       | Einwohner 1. Januar 2022 | Fläche km² | Dichte Einw./km² | Code INSEE | Postleitzahl |
| ---------------------------------------------- | ------------------------ | ---------- | ---------------- | ---------- | ------------ |
| Anchamps                                       | 215                      | 2,26       | 95               | 08011      | 08500        |
| Aubrives                                       | 984                      | 10,73      | 92               | 08028      | 08320        |
| Charnois                                       | 72                       | 5,61       | 13               | 08106      | 08600        |
| Chooz                                          | 792                      | 13,08      | 61               | 08122      | 08600        |
| Fépin                                          | 236                      | 5,79       | 41               | 08166      | 08170        |
| Foisches                                       | 254                      | 4,65       | 55               | 08175      | 08600        |
| Fromelennes                                    | 1.038                    | 7,17       | 145              | 08183      | 08600        |
| Fumay                                          | 3.118                    | 37,56      | 83               | 08185      | 08170        |
| Givet                                          | 6.356                    | 18,41      | 345              | 08190      | 08600        |
| Ham-sur-Meuse                                  | 226                      | 6,19       | 37               | 08207      | 08600        |
| Hargnies                                       | 453                      | 42,24      | 11               | 08214      | 08170        |
| Haybes                                         | 1.806                    | 28,05      | 64               | 08222      | 08170        |
| Hierges                                        | 164                      | 4,05       | 40               | 08226      | 08320        |
| Landrichamps                                   | 129                      | 4,72       | 27               | 08247      | 08600        |
| Montigny-sur-Meuse                             | 77                       | 8,10       | 10               | 08304      | 08170        |
| Rancennes                                      | 707                      | 6,50       | 109              | 08353      | 08600        |
| Revin                                          | 5.795                    | 38,42      | 151              | 08363      | 08500        |
| Vireux-Molhain                                 | 1.482                    | 8,29       | 179              | 08486      | 08320        |
| Vireux-Wallerand                               | 1.849                    | 21,07      | 88               | 08487      | 08320        |
| Communauté de communes Ardenne, Rives de Meuse | 25.753                   | 272,89     | 94               | –          | –            |